# 名取忠彦
名取 忠彦（なとり ただひこ、1898年（明治31年）11月26日 - 1977年（昭和52年）2月20日）は、日本の経営者。戦後の山梨中央銀行頭取。

## 略歴
山梨県東山梨郡七里村（現在の甲州市）に広瀬久政の三男として生まれ、繁と命名される。山梨県立日川中学校（現在の山梨県立日川高等学校）、第一高等学校を経て大正11年（1922年）に東京帝国大学経済学部を卒業し、三菱銀行に入行し神戸支店に勤務したが、胸を患い退職。その後、療養しながら東京帝国大学の大学院に在籍し工場経営学を専攻し、東京高等商船学校（現在の東京海洋大学）の講師を務めた。
その間、甲府市長、貴族院議員を務めた甲府市山田町（ようだまち）の商家名取忠愛の二女淑子と大正13年（1924年）11月に結婚し、名取繁と名乗ることとなった。昭和2年（1927年）4月には第十銀行（現在の山梨中央銀行）に入行し東京支店長となったが、療養のかたわら出勤して執務することを繰り返すうち、病状が更に悪化したことから名取は意を決して昭和9年（1934年）1月に銀行を辞職して神奈川県鎌倉郡鎌倉町大町（現在の鎌倉市）に転居し療養に専念している。この間、叔父の陸軍中将広瀬猛が急逝すると「広瀬家の一字名は短命なので改名した方がよい」との叔父の若尾璋八の勧めで僧籍に入り「繁」から「忠彦」に改名した。その後病状が快方に向かったため、昭和12年（1937年）7月に甲府に戻り、昭和14年（1939年）1月に第十銀行取締役に選任され、同年1月20日から昭和16年（1941年）11月30日まで務め、同行と有信銀行との合併により同年12月1日に発足した山梨中央銀行の取締役を同日から務めている。
大正・昭和初期には山梨県をはじめ日本各地で小作争議が高揚するが、これに対して妹尾義郎は全国を遊説し地主と小作の協調を説く日蓮主義青年団運動を展開するが、忠彦は高野孫左衛門や今井新造ら県内の有力若年層の一人として影響を受け、戦時体制期に翼賛壮年団（翼壮）が組織されると団長を務める。
1945年（昭和20年）にはGHQの主導する地方行政における知事公選化に際して、山梨県知事中島賢蔵の東京都計画局長転任の際におけるモデルケースとして知事起用を打診されるが、翼壮団長としての責任を理由に固辞している。その後、昭和21年（1946年）1月に公職追放となる。
昭和22年（1947年）1月2日の山梨中央銀行第三代頭取大森国平の逝去に伴い、同年1月4日に第四代頭取に就任。戦後には左翼勢力進出に懸念を抱き旧翼壮団同志とともに政治結社「脈々会」を結成し、県内企業家に向けて労働運動への対決姿勢を呼びかけており、1954年（昭和29年）10月に給与引き上げ・女性差別撤廃を求めて起こった山梨中央銀行従業員組合争議中銀組合争議に際しては名取側の脈々会と組合側の県労連・全労連の抗争となり、名取は強圧的に対応した。
1951年（昭和26年）、公選第二回となる知事選においては、現職吉江勝保に対して共産党を含む保革連合推薦で出馬した天野久が出馬するが、名取は金丸信とともに天野を容共分子として批判し、現職の吉江を支持した。天野は知事当選後に名取を山梨県総合開発審議会会長に迎え、名取の実兄広瀬久忠の参院選挙に際しては後援を行い関係を修復する。自由党総裁の緒方竹虎とも親交を持ち、仲人親でもある県知事の天野や金丸信の後ろ盾として戦後県政に影響を及ぼし続けた。
昭和33年（1958年）4月10日に山梨県商工会議所会頭となり、「商工会の組織等に関する法律」が施行（昭和35年（1960年）6月10日）されたことに伴う定款の一部変更が同年8月1日に通商産業大臣から認可され、山梨県商工会議所から甲府商工会議所に名称が復帰した後も、昭和42年（1967年）4月6日まで甲府商工会議所会頭を務めている。

## 著作
- 『敗戦以後-わが身辺の記-』脈々会 1952
- 『釣りと私』アドブレーン社 昭和44年刊